# Pridorójnie
Pridorójnie (en (ucraïnès): Придорожнє, en rus: Придорожное, Pridorójnoie) és un poble de la República Autònoma de Crimea a Ucraïna, que el 2014 tenia 555 habitants. Pertany al districte rural de Djankoi. Fins al 1945 la vila es deia Diurmén.